# República Cispadana
La República Cispadana (en italià: Repubblica Cispadana) fou un república germana de la Primera República Francesa creat pel general Bonaparte el 16 d'octubre de 1796, que va existir al nord de la península Itàlica fins a l'any 1797. Aquell any va fusionar-se amb la República Transpadana i donà origen a la República Cisalpina.

## Orígens
Durant la Guerra de la Primera Coalició, al març de 1796, Napoleó Bonaparte va ser nomenat comandant en cap de l'exèrcit francès al front italià, on els francesos duien des de 1792 lluitant contra tropes austríaques i piemonteses de la Primera Coalició. En una reeixida sèrie de campanyes llampec, Napoléo va envair i va derrotar el Piemont a l'abril i posteriorment va vèncer a les tropes austríaques conquistant al llarg de 1796 el Ducat de Milà i el Ducat de Màntua, en aquells moments sota sobirania austríaca. Posteriorment va envair els Estats de l'Església i va conquistar la regió d'Emília-Romanya. A mesura que les tropes franceses avançaven per sòl italià, declaraven dissolt l'ordre feudal preexistent i donaven suport als republicans locals.
El Ducat de Mòdena, confrontant amb els Estats de l'Església, es va veure al seu torn immers en la marea revolucionària que van portar els francesos, de tal forma que els republicans locals van enderrocar al govern ducal a l'agost de 1796. Així Mòdena i Reggio, així com les ciutats de Bolonya i Ferrara, van proclamar-se ciutats estats republicanes.
El 16 d'octubre de 1796 es va celebrar un congrés a la ciutat de Mòdena, format per representants de les províncies de Mòdena, Bolonya, Ferrara i Reggio. El congrés va ser organitzat extraoficialment per Napoleó Bonaparte, l'exèrcit francès del qual havia escombrat el nord d'Itàlia a l'inici de l'any, i va proclamar que les quatre províncies passaven a formar la República Cispadana, i va convidar a altres poblacions a unir-se a elles, situant la capital a la ciutat de Bolonya.
Al febrer de 1797 es va produir la derrota definitiva dels austríacs a la regió al caure la plaça forta de Màntua. Aquesta conquesta francesa va permetre garantir unes comunicacions segures entre les ciutats cispadanes i la veïna República Transpadana que s'havia fundat uns mesos abans al nord del riu Po. Les ciutats de Bolonya i Ferrara van declarar el seu desig d'unir-se a la veïna República Transpadana, i el 29 de juny de 1797 aquesta fou refundada com a República Cisalpina, incloent el juliol del mateix any la resta de la República Cispadana.

## Origen del nom

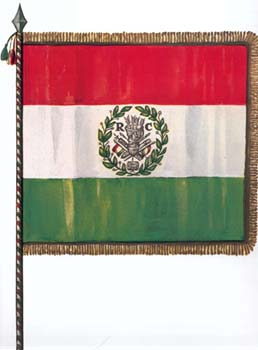
Bandera la Repbública Cispadana.

El nom de la República fa esment al riu Po (en llatí: Padus). La República Cispadana seria per tant, la república que està situada a aquest costat del riu. Curiosament, el Po era el riu que marcava la frontera sud de la república, pel que la denominació de "Cispadània" es prenia des d'un punt de vista francès i no italià peninsular, denominant-se des d'un punt de vista italià la República Transpadana, el territori situat a l'altre costat del Po.
La utilització del terme cispadà recorda en certa manera a la província romana de la Gàl·lia Cispadana i també incideix en una certa forma en una volta a un poder polític unitari italià, que havia desaparegut de la història italiana durant segles.

## Origen de la bandera
El 7 de gener de 1797 en una sessió del govern de la República realitzada a Reggio va decidir adoptar la bandera tricolor horitzontal, col·locant al centre un carcaix simbolitzant un trofeu de guerra amb quatre flextxes, símbol de les quatre províncies adherides, dintre d'una corona de llorer.